# Cervecería Mexicali
Cervecería Mexicali fue una cervecería y empresa mexicana ubicada en la ciudad fronteriza de Mexicali Baja California que funcionó por 50 años, desde 1923 hasta 1973.

## Historia

### Antecedentes
Después de la Primera Guerra Mundial, Mexicali empezó a vivir “La fiebre del oro blanco”, debido al crecimiento de siembra y venta de algodón en el Valle de Mexicali. El 1 de enero de 1920 entró en vigor la Ley Volstead o Ley Seca en Estados Unidos, que prohibía a venta y consumo de bebidas con graduación alcohólica en Estados Unidos misma que concluyó hasta 1933. Esto detonó que las ciudades de Tijuana y Mexicali en Baja California, promovieran la instalación de bares y casinos para el consumo de cerveza y bebidas con graduación alcohólica, lo que incluyó la instalación de hoteles, Casino Agua Caliente (1927), el Palacio Jai a Lai (1930) y un hipódromo (1932) en Tijuana. Esta situación detonó una migración masiva de visitantes de Estados Unidos a ambas ciudades, logrando un gran turismo y comercio en los años 20 en Baja California.En Ensenada ya se habían realizado esfuerzos por Howald Mauer quien elaboró cerveza en esa ciudad en 1889.

### La constitución de la Cervecería
Ante la situación, un agente aduanal originario de Altar Sonora, comerciante de cerveza y avecindado en Baja California de nombre Miguel González Quiroz, en 1921 decidió establecer una fábrica de cerveza en Mexicali, para lo cual consiguió socios al cocinero cervecero canadiense Albert Bindher (30%), Heraclio Ochoa (10%) y Luis H. Marín (10%); una planta disponible en Canadá, estableciendo la Cervecería Mexicali S.A. el 12 de marzo de 1923, siendo la primera empresa cervecera en el noroeste de México la cual fue inaugurada el 4 de julio de 1923.  
En 1924, se inauguró otra cervecería competidora la Aztec Brewery Company (Cervecería Azteca), de capital norteamericano, por Edward P. Baker y Herbert Jaffe de San Diego California. El 4 de julio de 1924 arribó a Mexicali el famoso Al Capone y su compañero Frank Nitty con intenciones de comprar cervecerías en quiebra y reconstruirlas. La cervecería Azteca, producía la cerveza ABC, misma que se incendió, a causa del terremoto del 1 de enero de 1927, aunque luego se reconstruyó, pero cerró sus puertas en 1933. Luego abrió sus operaciones la Cerveza de Anza, S.A. también en Mexicali y la compañía cervecera de Tijuana con la marca Cardinal, no pudiendo competir contra la cerveza Mexicali.

### La producción
Iniciaron empleando a 30 trabajadores de los cuales 15 eran norteamericanos y 15 mexicanos. El propietario también tenía un bar “The Long Bar”, en Tijuana, el cual ostentaba la leyenda de “La barra más larga del mundo”. El producto era la "Cerveza Mexicali", que llegó a controlar hasta el 90% del mercado regional.
En 1925 el cocinero canadiense fue sustituido por el alemán procedente de la cerveza Miller de Milwaukee Wisconsin, Adolf Bindher, quien estuvo al frente de la fabricación de la cerveza por casi 30 años, hasta su muerte en 1954 y a quien se le atribuye el gran sabor de la cerveza que la hizo famosa, para ser relevado por el danés Kayfrederick Jepensen hasta 1958 quien a su vez, fue sustituido por el alemán Nicholas Schnell, hasta 1967, quien a su vez, lo sustituyó el norteamericano Adolf Carlos Medenbrew hasta 1973. 
La Cervecería  producía con malta de Moravia y de Estados Unidos, lúpulo de Bohemia, arroz del Mayo en Sonora y agua del Río Colorado.
Durante la Segunda Guerra Mundial, la exportación de la cervecería a Estados Unidos aumentó considerablemente. La producción llegó a ser hasta de 6.000 barriles por mes con una plantilla de 120 empleados, para surtir Sonora, parte de Sinaloa, Baja California Sur, Baja California y exportación a Estados Unidos, teniendo aún parte de la demanda insatisfecha, siendo vendida en las presentaciones de Barril, botella Split (250 ml) media (500 ml), de 750 ml (o “Catedral”), la súper catedral siendo la primera en presentación de botella oscura, y para contrarrestar la competencia de la caguama de la cerveza Maya de la cervecería de Anza y el bote. 

### Marcas
Además de la marca Mexicali, en la década de los 60, a cervecería fabricó otras marcas como “Suprema”, para el mercado local; cerveza Toro para exportación a Estados Unidos y Manuia para exportación a Samoa, sin siendo estas marcas con poco éxito comercial, para pronto ser retiradas del mercado. La marca como “Cerveza Mexicali” sigue vigente, y ha sido transferida a otras cervecerías.

### Instalaciones
La cervecería construyó sus propias instalaciones, un edificio de oficinas administrativas, edificio de producción con reloj iónico, orgullo y símbolo de la ciudad, edificio de producción maltera, patio de maniobras, un tanque elevado, bodegas y un salón para degustación denominado “El Pipiripao”. Este edificio hasta la fecha se conserva, aunque fue remodelado después del incendio del 20 de enero de 1985 y aprovechado para otros usos, por el Grupo Industrial Nelson. Dicho edificio fue etiquetado al “Mérito Histórico” en el centenario de la ciudad en 2003, resaltando su valor como patrimonio y símbolo de la ciudad.

### Tradiciones
La cerveza Mexicali fue originadora de algunas costumbres cachanillas como el gusto por la cerveza pilsener lager con la comida china; por 15 años se realizó el establecimiento de un nacimiento en las instalaciones de la cervecería en la época de Navidad y, el patrocinio de un programa diario de variedades por la radio desde 1951 hasta 1972 conducido primero por XED y luego por XECL conducido por Fernando Ruelas Marín y después por Eduardo Reyes.
Miguel González, tuvo tanto éxito que abrió el Banco de Baja California S.A. La Cervecería Tecate, se instaló en 1944 y fuero los primeros en introducir la cerveza en lata, pero fue adquirida en 1954 por la Cervecería Cuauhtémoc de Monterrey quien empezó a competir, y realizar estrategias para ganar mercado, hasta llegar a ofrecer la compra de la cervecería Mexicali, la cual sólo era el 20% de la de Monterrey asunto que no procedió, pero si las presiones, llegando a obstaculizar la entrega de envases y corcholatas de Monterrey, más la obstaculización de la importación de materias primas.

## Declive
Miguel González falleció en Mazatlán Sinaloa el 8 de marzo de 1946, siendo trasladado y enterrado en Tijuana y, su hijo Víctor González, asumió la dirección de la empresa, pero por el menor interés del hijo del magnate, la competencia feroz, y administración deficiente, la empresa entró en un período de decadencia, pues su director Víctor, tenía su sede en París Francia, por lo que la Cervecería cerró sus puertas el 26 de septiembre de 1973.
En 1956, Rodolfo y Víctor González fundan una filial, la Cervecería Mexicali de Sonora en Ciudad Obregón, misma que en 1960, fue adquirida por el Grupo Cervecero Modelo.
Logró ser premiada en
- “La mejor cerveza del mundo” en Bonn Alemania
- Medalla de oro en la exposición iberoamericana de Sevilla España en 1929
- Medalla de plata en Chicago en 1954

El 25 de octubre de 1973, se sirvió el último barril de cerveza Mexicali en el bar el Norteño de Mexicali B.C.